# 鱼钩

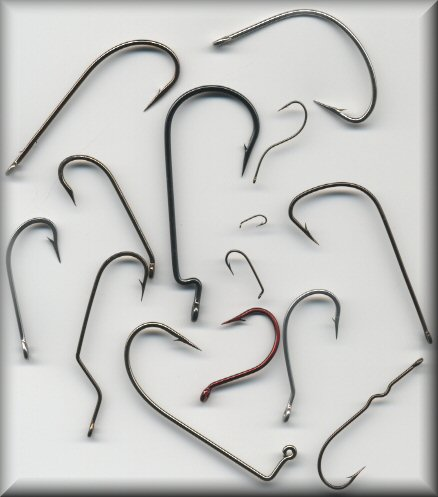
各种类型的鱼钩

鱼钩（fish hook）指的是钓鱼时用来让鱼类吞咬以便从内侧刺挂鱼嘴、喉或鳃的尖钩，与鱼线连在一起进行拉扯并将鱼拽出水面就可以成功捕鱼，通常与负责诱鱼的鱼饵配合使用。

## 类别

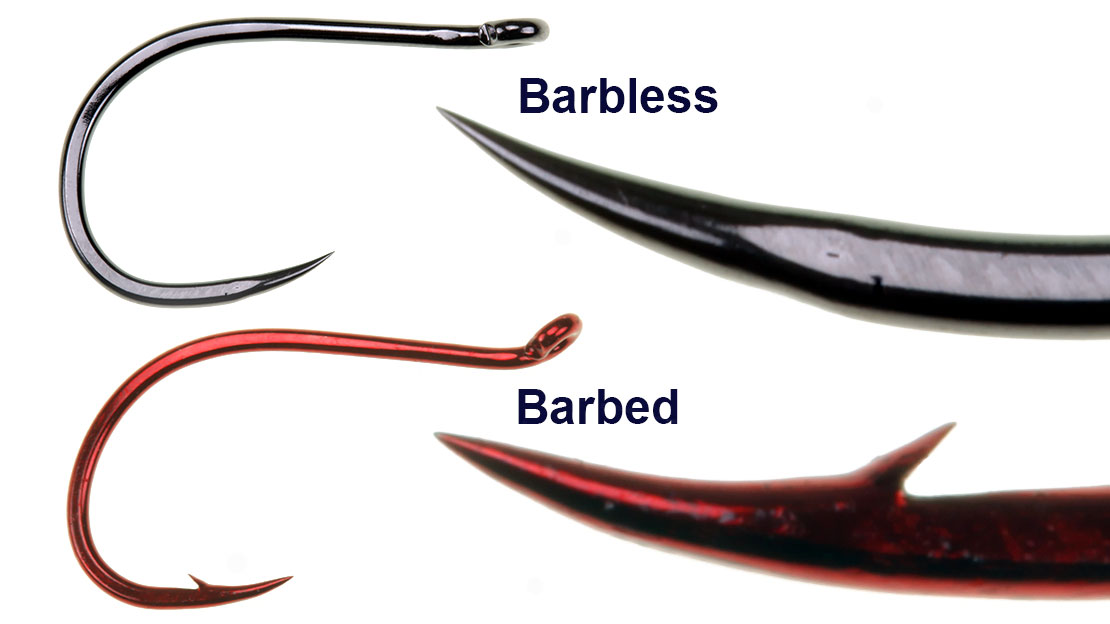
无倒刺的（barbless，上）和有倒刺的鱼钩（barbed，下）

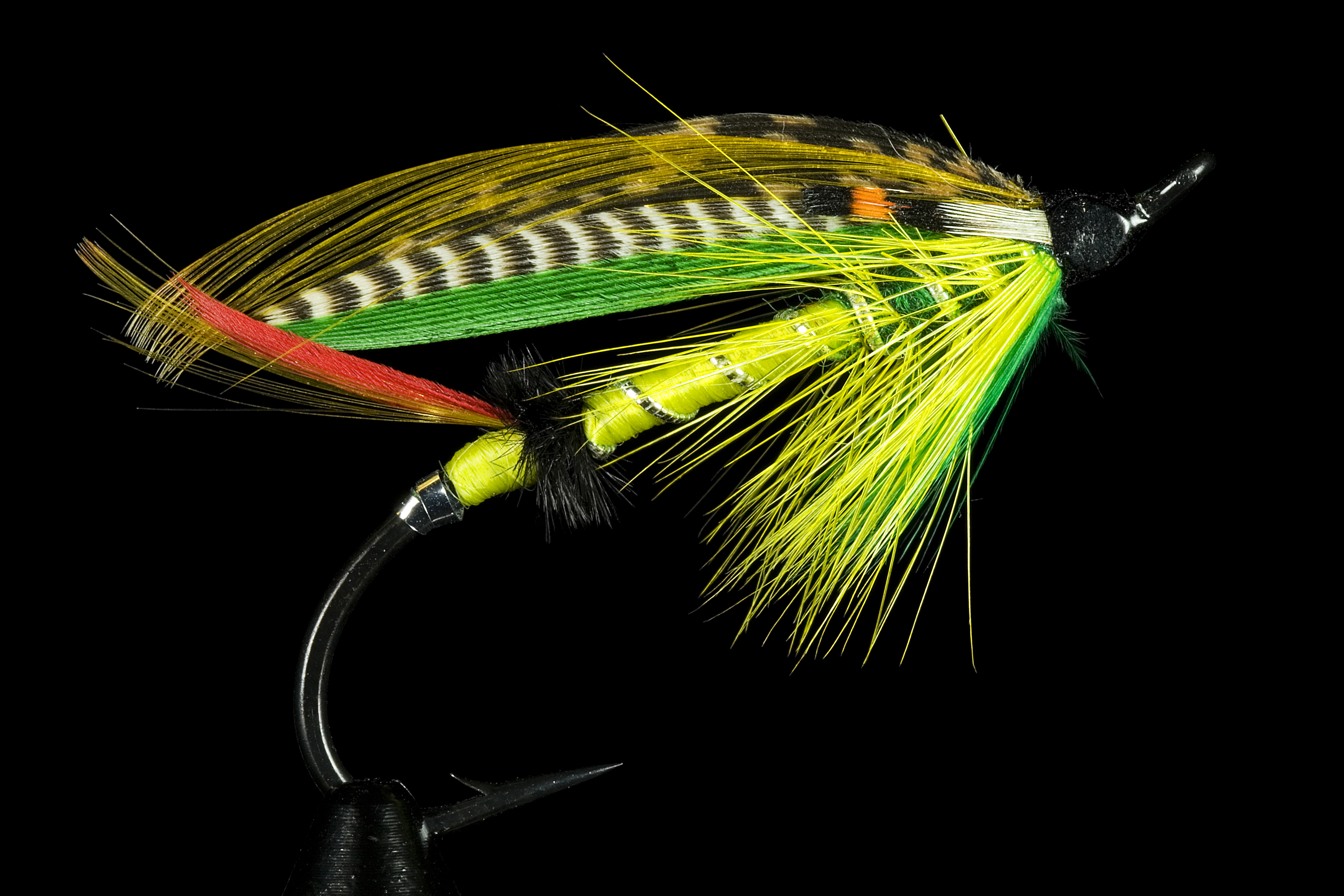
飞蝇钓用来诱捕鲑鱼的毛钩

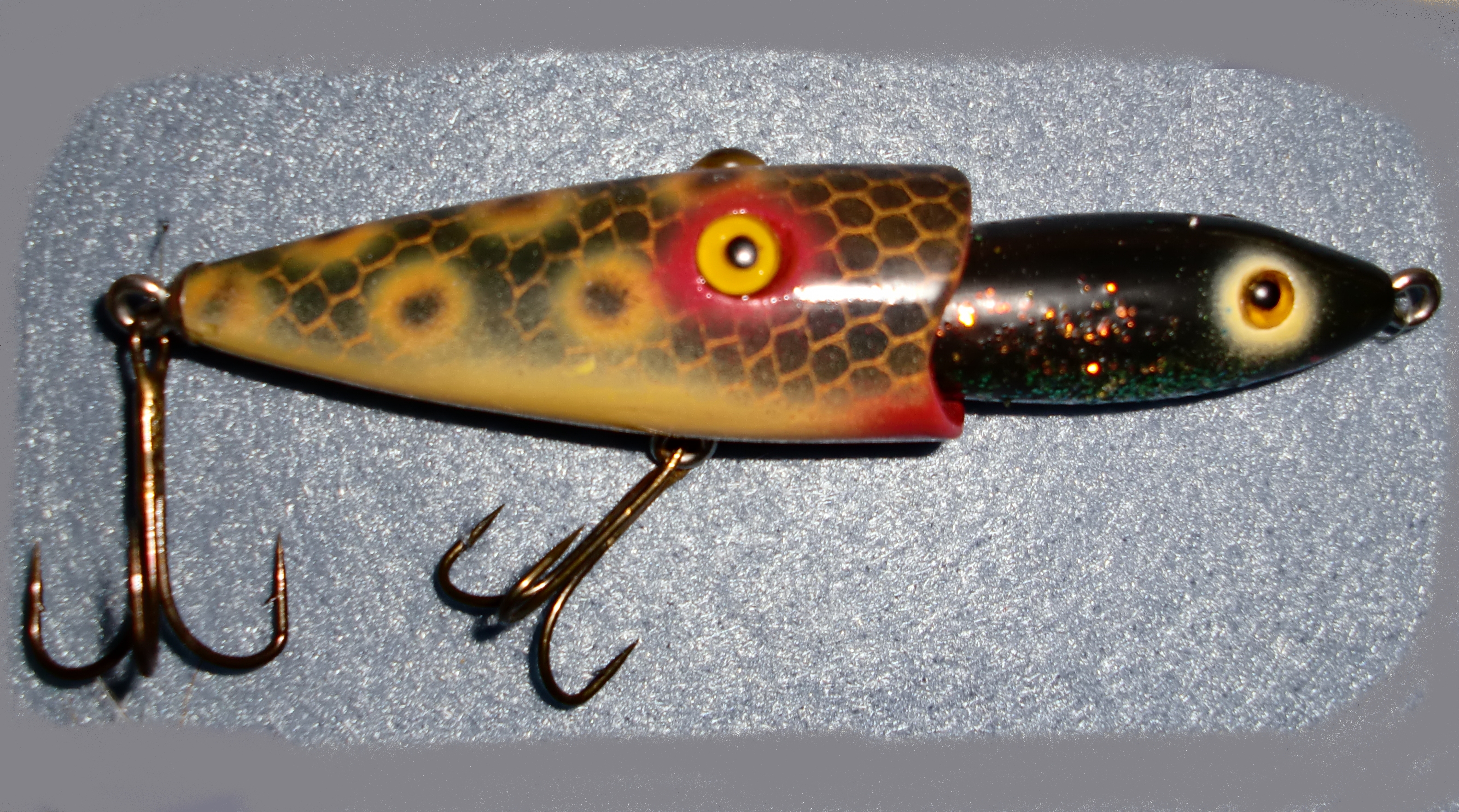
拟饵上配有的三尖钩

### 有刺钩
钩尖后方有倒刺的鱼钩，主要有园型、袖型、大轮型:14。现代鱼钩的最常见类型。

### 无刺钩
钩尖后方没有倒刺的鱼钩，因为更容易摘钩且对鱼体造成伤害较小，主要用于钓获放流:14。
虽然没有倒刺在理论上（在鱼线应力低时）会提高钩齿脱落跑鱼的几率，但因为钩尖的截面积更小、外形更简单更流线型，也更容易较深的刺入鱼嘴。而更深的挂钩深度也意味着无刺钩被拉扯时承受的应力会更集中在接近钩弧的前端位置，而不像有刺钩那样更靠近钩尖，因此发生钩体形变的概率也更低。同时因为不需要浪费精力应付倒刺，无刺钩的摘钩耗时短，在作钓时也会提高抛饵频率，很可能渔获反而更多。如果在搏鱼时发生断线，无刺钩之后也有一定概率能自己脱落，在某种程度上会提高鱼逃脱后的存活率，有利于生态保护。而且万一被其它动物（比如鸟类）意外误触，也更容易让这些动物自行摘除。
此外，无刺钩在出现意外钩伤人体时造成的穿透创口也更小，不像有刺钩那样有较大概率会卡在皮肉中轻易取不出来，更不会出现倒刺撕裂或折断残留在周围组织中而连带造成并发症的情况，因此也更加安全。

### 毛钩
将钩隐藏在羽毛、羊毛、硅橡胶丝等较为蓬松的材料中制作的模仿飞虫的假饵中，利用鱼类视力缺点进行飞蝇钓，主要用于钓香鱼、鲑鱼、鳟鱼等咬口较小的淡水鱼:14。其中没有钩眼的毛钩在日本传统的天唐钓（日语：てんから釣り，罗马字：tenkara tsuri，一种手竿飞蝇钓）中被广泛使用。

### 多尖钩
也称多本钩（和制汉语），指有多个钩尖（通常为三个）的复合钩，主要安装在拟饵上用于假饵钓鱼。

## 结构
鱼钩从结构上可以分为以下几个部位：

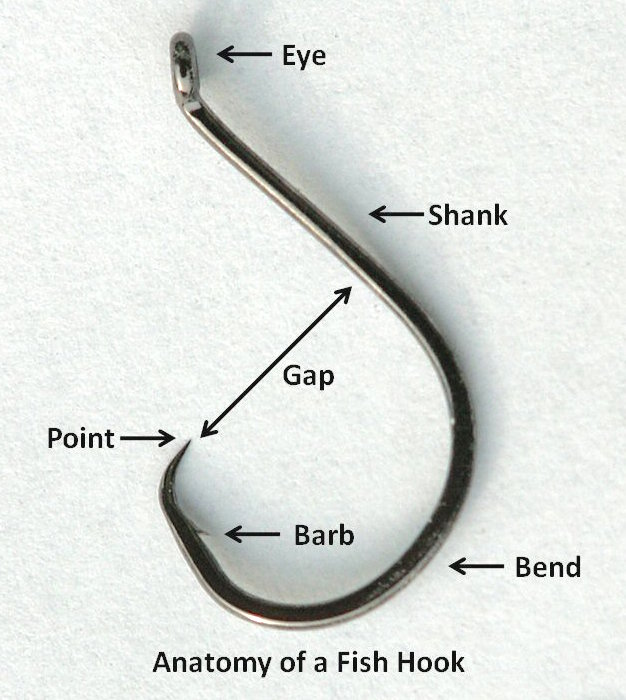
鱼钩各部分名称（从上向下）：
钩眼（eye）、钩杆（shank）、钩口（gap）、钩尖（point）、倒刺（barb）、钩弧（bend）

- 钩眼（eye）：鱼钩最后端的圆环，让鱼线可以穿过并打结固定；
- 钩杆（shank）：鱼钩的主体，负责传递鱼线的拉力；
- 钩弧（bend）：鱼钩前方从钩杆开始回弯的部分，负责承受钩挂时的伸展应力；
- 钩尖（point）：鱼钩末端的尖头，负责刺入鱼嘴部的黏膜和皮肤；
- 倒刺（barb）：钩尖后方凸出的逆向小刺，负责反向钩挂周围的组织防止脱落；
- 钩齿（bite或throat）：钩尖和钩弧内侧之间的垂直距离，决定鱼钩能嵌入鱼嘴部的组织内并维持钩挂的最大深度；
- 钩口（gap或gape）：也称钩门，指钩尖和钩杆之间的空隙，决定可以钩挂住的组织厚度。

### 形态风格

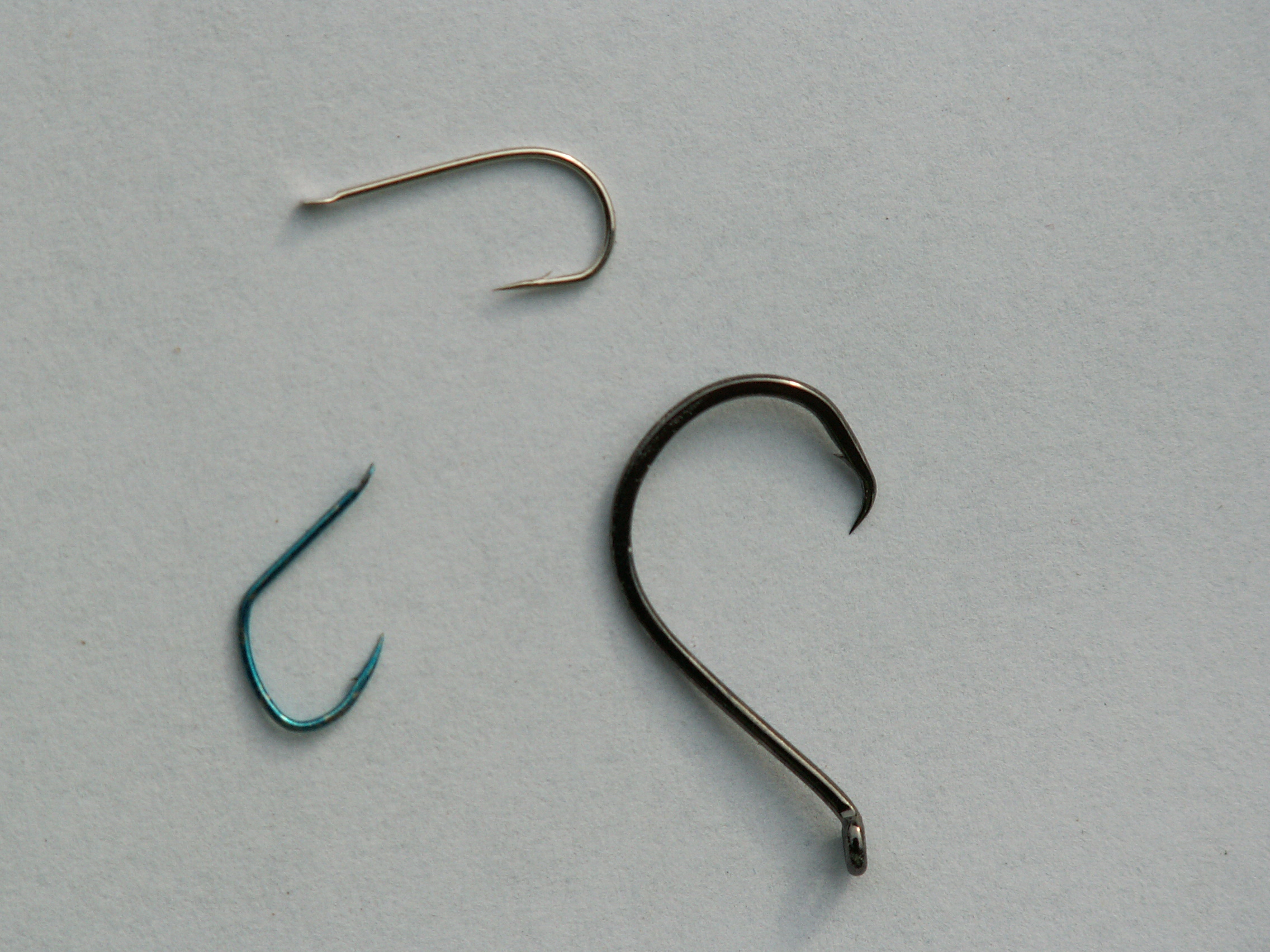
（顺时针从上）J形钩、圆弧钩和无眼的日系天唐钩

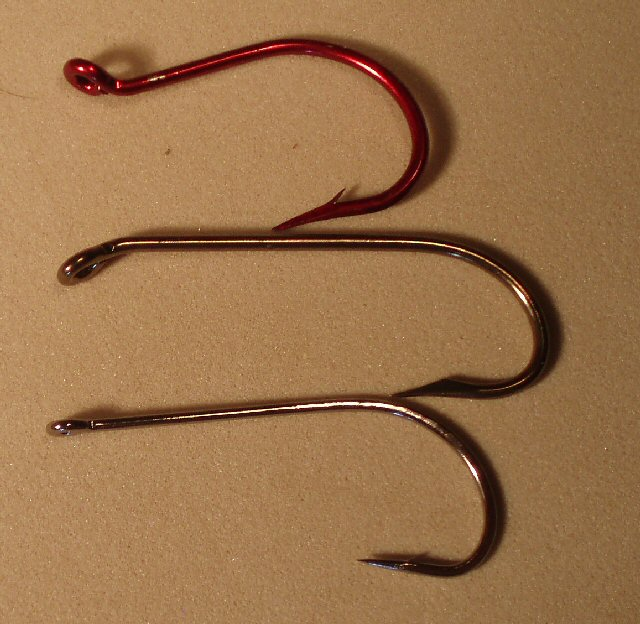
（从上向下）钩眼外倾、内倾和直挺的三种鱼钩

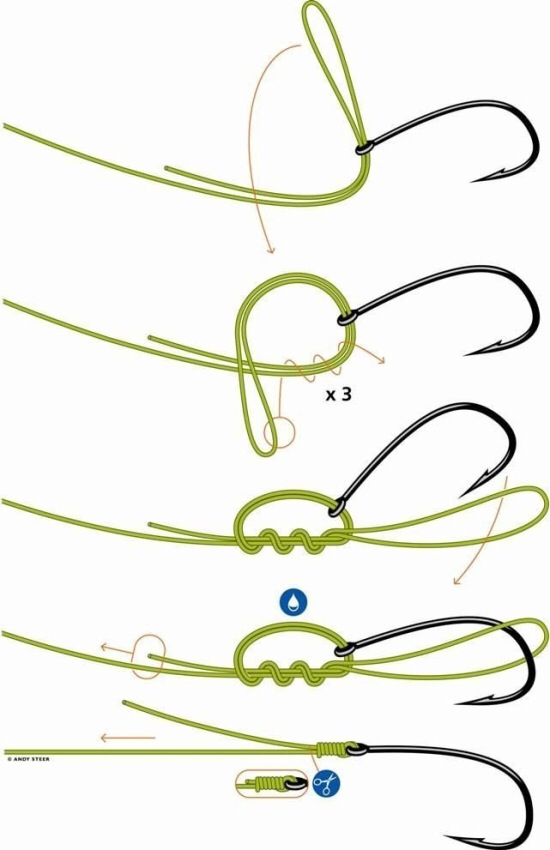
用来系鱼钩的一种常见绳结——帕洛玛结（Palomar knot）

根据钩体各部分的形状不同，鱼钩又可以细分为多种不同风格的具体类型，无论尺寸大小、有无倒刺、单钩或多钩都可以依此命名分类。
鱼钩的钩眼可以与钩杆对齐，也可以向外或向内倾斜，甚至呈直角拐出折弯。倾斜的钩眼可以让鱼线直接缠绕在钩杆上打结（即所谓的“钩线结”），使钩线之间的连接更加牢固，并可以额外传递一些侧向的矢量拉力让钩身产生一定程度的挑动。

#### 直杆钩
笔直的钩杆是鱼钩最传统、最常见的风格，整个鱼钩大致呈“J”字形，钩眼通常和钩体的平面垂直。具体型号之间的区别主要在于钩弧形状的不同和钩眼的倾斜角度。
- J形钩（J hook）：钩齿大约为整个钩长的一半，钩弧稍微偏外，钩尖指向与钩杆平行，钩尖内侧有倒刺；
- 倒钓钩（dropshot hook）：与J形钩相似，但钩眼外倾；
- 钓饵钩（bait hook）：与J形钩相似，但钩尖指向稍呈内夹角，钩杆外侧有额外的倒刺；
  - 窄钓饵钩（narrow bait hook）：在钓饵钩的基础上，钩眼内倾；
- 西沃什钩（Siwash hook）：与J形钩相似，但钩杆稍微更长，钩弧基本上对称（实际上最接近“J”字形）；
- 阿伯丁钩（Aberdeen hook）：与西沃什钩相似，但钩杆较长；
- 利默里克钩（Limerick hook）：与阿伯丁钩相似，但钩弧严重偏向外侧几乎呈锐角；
- 奥肖内西钩（O'Shaughnessy hook）：与阿伯丁钩相似，但钩弧偏向外侧，钩尖在钩弧凸出弯回后折向与钩杆平行；
- 圆弧钩（circle hook）：与J形钩相似，但钩尖向内指向较大（几乎成直角），使得钩口距离减少并且降低钩挂外物的几率，是钓获放流最常见的钩型；
- 铅头钩（jighead hook）：与J形钩相似，但在钩杆后部接近钩眼的位置配有一个铅制的配重，使得整个钩头重脚轻；
- 无草钩（weedless hook）：在铅头钩的基础上增加了一个弹簧搭扣，使得整个钩在功能上与攀岩用的弹簧挂钩相似，可以防止误挂杂草。

#### 曲杆钩
曲杆钩的钩杆呈直线的部分很少，通常向外侧弯凸，因而增大钩口的有效面积。
- 宽口钩（wide gap hook）：钩杆几乎没有笔直部分，钩尖向内呈大夹角，通常指向钩眼；
- 猪背钩（piggyback hook）：也称驼背钩（humpback hook），钩杆呈长弧弯曲，在一半位置开始弧度加大形成钩弧，钩尖指向钩眼；
- 章鱼钩（octopus hook）：与猪背钩相似，但钩眼会外倾与钩尖指向平行，整个钩身看起来形似章鱼触手；
- 卡利钩（Kahle hook）：与章鱼钩相似，但钩尖指向夹角更大；

#### 拐杆钩
拐杆钩顾名思义，钩杆有明显的拐角变向。其功能方面与曲杆钩相似。
- 跳钩（jig hook）：与直杆的J形钩相似，但钩杆在接近钩眼的位置向内拐出直角，而且钩眼与钩身处于同一平面；
- 虫钩（worm hook）：与直杆的J形钩相似，但钩杆在接近钩眼的后端会拐出两个至少90°的拐角，适合悬挂容易滑脱的蠕虫；
- 龙骨钩（keel hook）：与J形钩相似，但远端的一半钩杆会拐出两个钝角来增大钩口距离；
- 镰刀钩（sickle hook）：与弯杆的猪背钩相似，但钩杆部分不是弧线而是呈135°钝角的两段直杆。
- 棘闩钩（keeper hook）：与西沃什钩相似，但钩杆在接近钩眼出会发生内折，并且在钩眼会额外配有一个指向主钩尖的尖刺或小钩。通常配合软体拟饵使用，两个尖端分别从前后两端刺挂软体饵，让软体饵保持直线姿态并可以防止误挂外物。

## 材料
历史上，鱼钩的材料曾经是铜，但铜的刚度不足，在钓大鱼时容易发生形变被拉直导致脱落，因此在近代铜制鱼钩已经被淘汰。现代鱼钩的材料主要是碳钢:17-18。判断钢钩的好坏就是看淬火好坏，用一把小钳子选择一个鱼钩做代表，直接夹住鱼钩拉，不容易被拉直拉断的鱼钩就是好鱼钩。
一般来说，大钩难以钓小鱼，因为吞不进鱼嘴；小钩可以钓大鱼（前提是钩口能够容纳足够的组织厚度），但是脱落逃鱼的风险更大:17-18。另外，观察鱼钩的钩尖是否尖锐、做工是否精致，也是重要标准:17-18，判断钩尖可以用鱼钩钩尖刮手指甲的方法，能挂住指甲的鱼钩就是好鱼钩:17-18。钩尖向内弯的卧眠型鱼钩不容易钩到外物，一旦钩住鱼儿也难以吐出，但是能钩挂住的组织厚度也更少；钩尖向外开放的鱼钩可以增强钩尖的穿刺几率，但也容易钩到外物，挂底卡钩甚至断尖的风险也越大:17-18。

## 鱼钩绑线
鱼钩绑线有多种方法，最常用的是外挂结法。其他包括：瓶结法、卷结法、船绳结法、延绳结法等。:23-24

## 图库

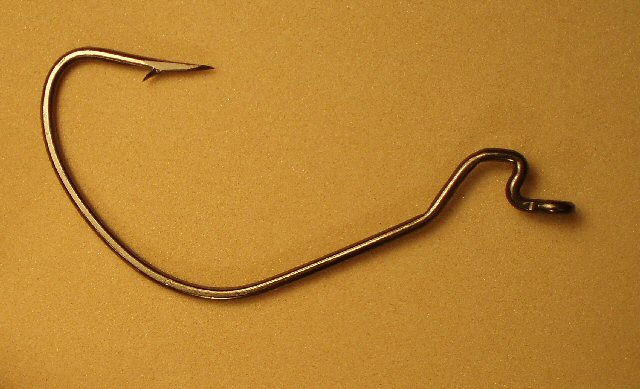
曲柄钩（软饵钩）
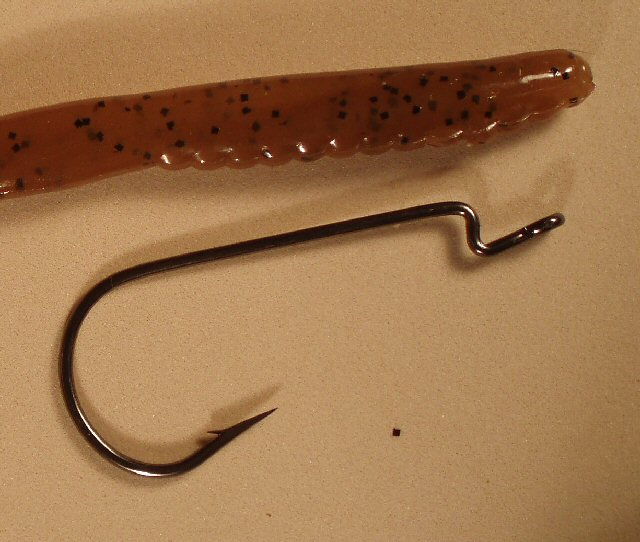
曲柄钩（软饵钩）
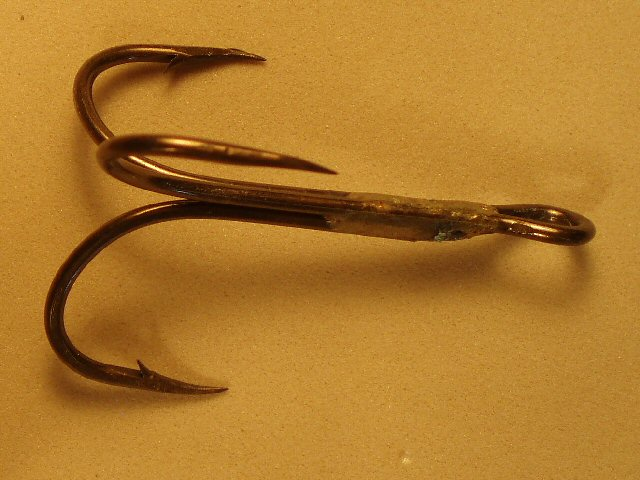
4/0的三叉钩
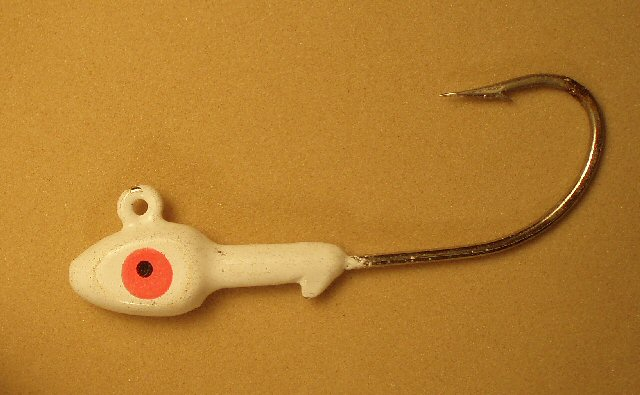
铅头钩
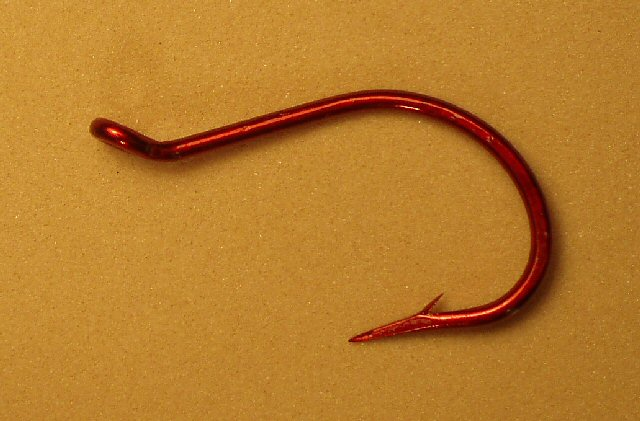
红色饵钩
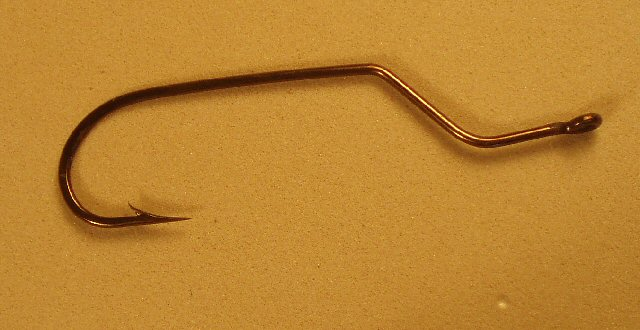
飞钓钩
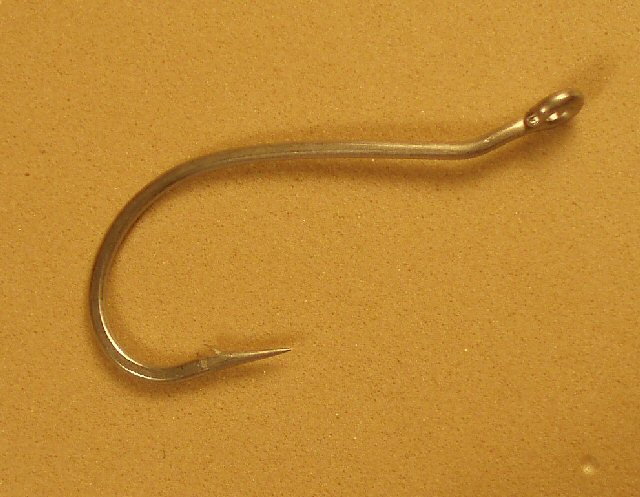
飞钓钩